# Karebau Itinnaibo
Karebau Itinnaibo – kiribatyjski koszykarz, reprezentant kraju na arenie międzynarodowej.
W 2003 roku, jego zespół wziął udział w Igrzyskach Pacyfiku rozgrywanych na Fidżi. Podczas tego turnieju wystąpił w czterech meczach, w których zdobył 43 punkty (najlepiej punktujący zawodnik swojej ekipy), jednak jego ekipa nie odegrała większej roli w zawodach (zespół ten zajął ostatnie 8. miejsce). Itinnaibo grał łącznie przez 137 minut.